# Water of Feugh
Das Water of Feugh ist ein Fluss in der schottischen Council Area Aberdeenshire. Es ist der größte Zufluss des Dee.

## Beschreibung
Das Water of Feugh entspringt am Osthang des 723 Meter hohen Tampie nur wenige Meter entfernt von der Grenze zur benachbarten Council Area Angus. Es fließt durch den Forest of Birse zunächst für etwa sechs Kilometer in vornehmlich nordöstlicher Richtung. Auf Höhe von Birse Castle dreht sein Lauf nach Osten. Den Forest of Birse verlassend, passiert das Water of Feugh den Weiler Finzean und dann die Ortschaft Strachan. Jenseits von Strachan, vier Kilometer vor seiner Mündung, dreht das Water of Feugh abermals nach Nordosten. Nach einem Lauf von insgesamt 32 Kilometern mündet es gegenüber von Banchory von rechts in den Dee, der in Aberdeen in die Nordsee entwässert.
Durch eine dünnbesiedelte Region Aberdeenshires verlaufend, passiert das Water of Feugh nur wenige kleine Siedlungen. Auf seinem Lauf nimmt es zahlreiche Bäche auf, von denen die nahe Strachan von rechts einmündenden Bäche Water of Aven und Water of Dye die Hauptzuflüsse sind.

## Umgebung
Nahe Birse Castle finden sich Spuren früherer Besiedlung des Oberlaufs des Water of Feugh. Dort finden sich Reste einer prähistorischen Rundhüttensiedlung, die heute als Scheduled Monument geschützt sind. Nahe Strachan finden sich am rechten Ufer Reste einer Motte. Östlich von Birse Castle steht die Birse and Feughside Parish Church am linken Ufer. Bei Finzean zeugen mit der Finzean Turning Mill und der Finzean Bucket Mill zwei ehemalige Mühlen von der Nutzung der Wasserkraft des Water of Feugh. Eine weitere Mühle wurde mit der Mill of Clinter auf halbem Weg nach Strachan betrieben. Bei Finzean quert eine untergeordnete Straße und bei Strachan die B974, eine alte Militärstraße, das Water of Feugh. Kurz vor der Mündung überspannen die um 1900 errichtete Suspension Bridge over Feugh und die aus dem späten 18. Jahrhundert stammende Bridge of Feugh den Fluss.

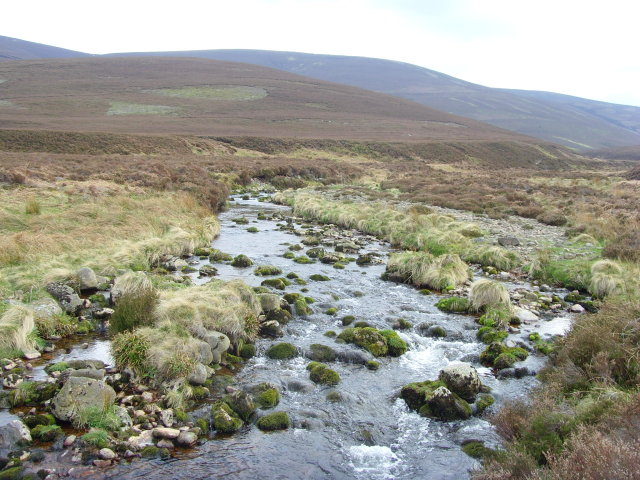
Oberlauf des Water of Feugh
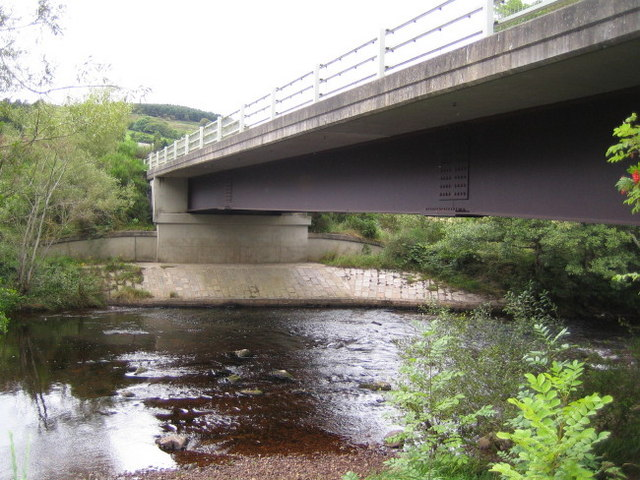
Moderne Brücke bei Strachan
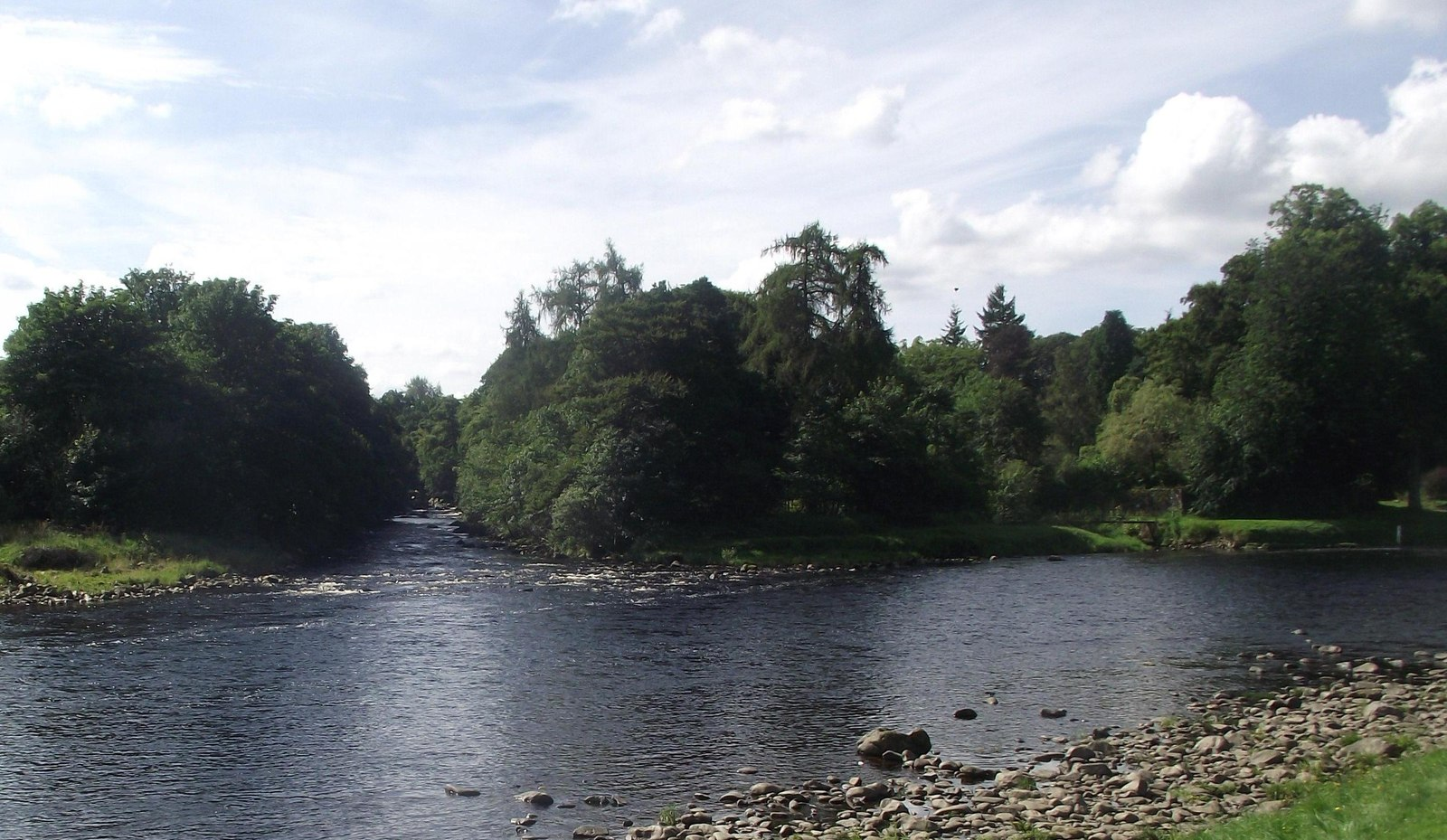
Mündung in den Dee